# Baculentulus macqueeni
Baculentulus macqueeni är en urinsektsart som först beskrevs av Bernard 1976.  Baculentulus macqueeni ingår i släktet Baculentulus och familjen lönntrevfotingar. Inga underarter finns listade.